# Ricard Ribas i Seva

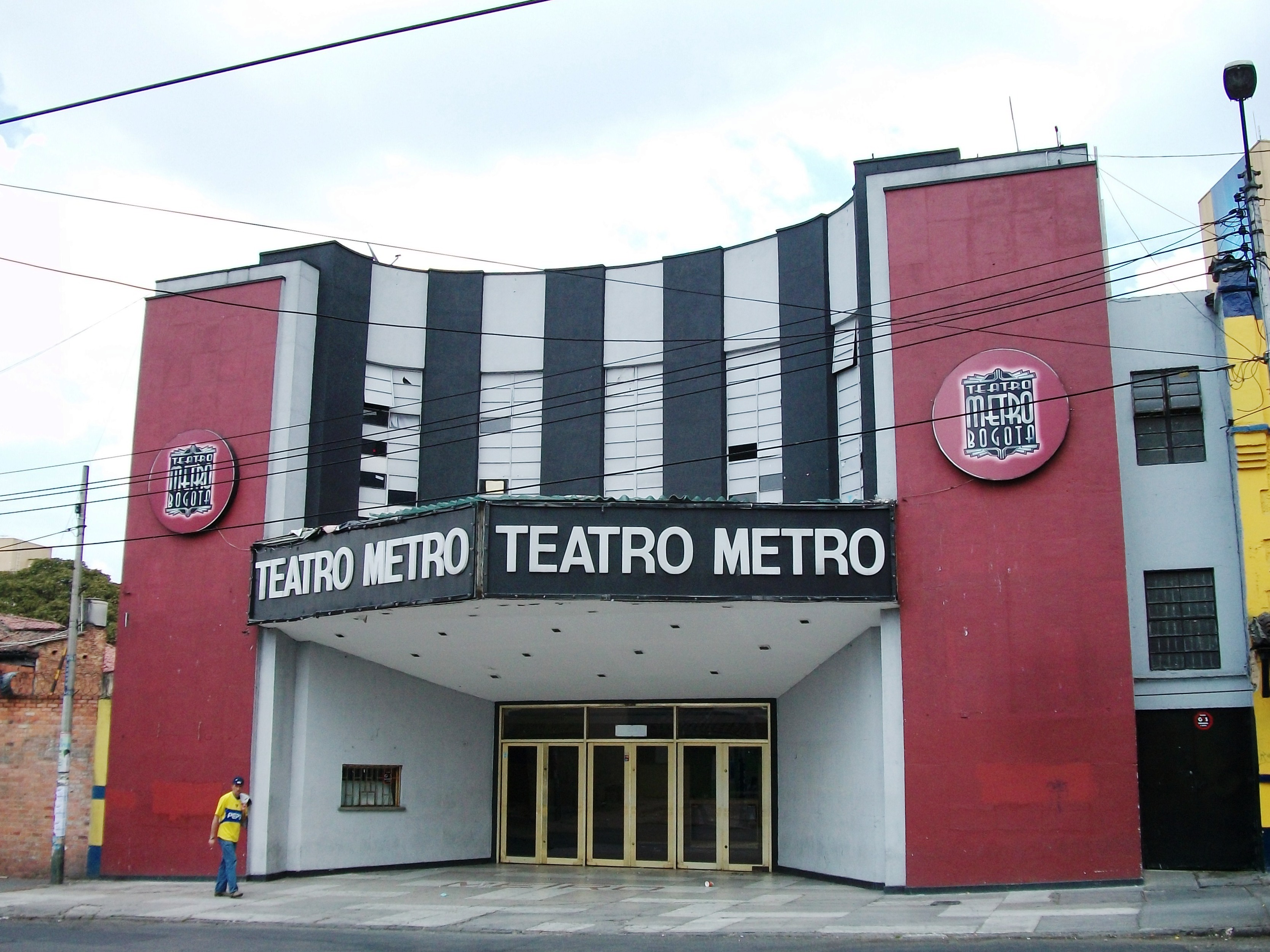
Teatro Teusaquillo (1938), actual Teatro Metro, Bogotà

Ricard Ribas i Seva (Barcelona, 1907-ibidem, 2000) va ser un arquitecte racionalista català, membre del GATCPAC. Era germà del polític i dirigent falangista José Ribas Seva.

## Biografia
Va estudiar a l'Escola Tècnica Superior d'Arquitectura de Barcelona, on es va titular el 1932. El 1931 es va afiliar com a soci estudiant al GATCPAC (Grup d'Arquitectes i Tècnics Catalans per al Progrés de l'Arquitectura Contemporània), en el qual va passar a soci director el 1933. Aquest grup va abordar l'arquitectura amb voluntat renovadora i alliberadora del classicisme noucentista, així com la d'introduir a Espanya els nous corrents internacionals derivats del racionalisme practicat a Europa per arquitectes com Le Corbusier, Ludwig Mies van der Rohe i Walter Gropius. El GATCPAC defensava la realització de càlculs científics en la construcció, així com la utilització de nous materials, com les plaques de fibrociment o uralita, a més de materials més lleugers com el vidre.
El 1932 va elaborar amb Antoni Puig i Gairalt un projecte no realitzat d'aeroport de Barcelona. També aquest any va construir la Vila Eugènia (carrer de Santa Caterina de Siena). El 1933 va fer un projecte de Bar Términus (passeig de Gràcia 54) i va dissenyar amb Francesc Perales un prototip de parada de floristes per a Les Rambles, actualment desaparegut. El 1934 va construir un habitatge unifamiliar a Barcelona (carretera d'Esplugues 82). Entre 1934 i 1936 va construir la casa Ballvé (carrer de Balmes 166).
El 1936 va dimitir com a soci del GATCPAC i, el 1937, es va establir a Colòmbia. El 1942 va ser inhabilitat per a l'exercici de la seva professió a Espanya, en el si d'una depuració d'arquitectes vinculats a la República per les noves autoritats franquistes.
A Colòmbia va continuar amb la seva tasca, especialment residències per a famílies acomodades, com la casa de Bartolomé Jaune i l'edifici d'apartaments Gustavo Restrepo. Posteriorment es va associar amb Manuel de Vengoechea, amb el qual va efectuar disset projectes d'habitatge, una fàbrica de mobles i una casa de retir. De les seves obres en aquests anys destaquen el Teatre Teusaquillo de Bogotà (1938, actual Teatro Metro) i l'edifici Vengoechea (1939), igualment a Bogotà. El 1942 es va traslladar a l'Argentina. Finalment, el 1952 va tornar a Barcelona, on va exercir de nou la seva professió fins a la seva mort. Entre les seves obres d'aquest període destaca la Clínica Sant Jordi (1956-1957), a la Via Augusta 269-273 de Barcelona, un edifici que guarda consonància amb la seva anterior etapa racionalista, amb un cert aire abstracte i essencialista que recorda la casa Ballvé, en el qual destaca la testera en forma de proa de vaixell, una característica bastant corrent del racionalisme, amb façanes laterals vidrades i un sistema de balcons allargats i volades, amb baranes i marquesines també de vidre.
El 1992 va ser nomenat acadèmic d'honor de la Reial Acadèmia Catalana de Belles Arts de Sant Jordi.